# Jacob van Huysum

Bloemstuk (Jacob van Huysum)

Jacob van Huysum (Amsterdam, gedoopt op 25 februari 1688 – Londen, 1740) was een Noord-Nederlandse kunstschilder, tekenaar en aquarellist, gespecialiseerd in bloemstillevens en botanische illustraties. 
Hij kwam uit een kunstenaarsfamilie; zijn vader, Justus van Huysum (I) (1659–1716), en zijn broer, Jan van Huysum (II) (1682–1749), waren eveneens schilders van bloemstillevens. Jacob werd opgeleid door zijn vader en nam na diens overlijden de werkplaats over. Hij trouwde met Francina van Drekvoort.
In 1721 verhuisde Jacob naar Londen, in dienst van Charles Lockyer, boekhouder van de South Sea Company. Twee jaar lang werkte hij voor Robert Walpole, waarbij hij oude meesters kopieerde. Echter, door problemen met overmatig drankgebruik verloor hij deze positie, wat uiteindelijk ook zou leidden tot zijn overlijden. Hij maakte ook het merendeel van de illustraties voor Historia Plantarum Rariorum (1728–1737), een botanisch werk van John Martyn. 
Jacob schilderde in de stijl van zijn broer Jan van Huysum (II). Hij leidde Louis Fabritius Dubourg op. in het schildersvak.
- Biografisch Portaal: 85548475
- Digitale Bibliotheek voor de Nederlandse Letteren: huys053
- Stuttgart Database of Scientific Illustrators 1450–1950: 1814
- International Standard Name Identifier: 0000 0000 4211 0452
- Library of Congress Control Number: no99088880
- RKD-Nederlands Instituut voor Kunstgeschiedenis: 40848
- Union List of Artist Names: 500004616
- Virtual International Authority File: 71033339
- WorldCat: E39PBJpPCkhJK8PGXkw9kYh4MP